# Philosophie der Psychologie
Die Philosophie der Psychologie bezieht sich auf die philosophischen Voraussetzungen der Psychologie und thematisiert das Wechselverhältnis der beiden Bereiche. Sie dient der kritischen Prüfung der Prinzipien, die psychologisches Handeln bestimmen und beeinflussen.
Wie die (ältere) Philosophie des Geistes sucht die Philosophie der Psychologie Motive aufzudecken, die eine Analyse menschlichen Wollens, Fühlens und Handelns erschweren oder unmöglich machen. 

## Inhalt
Wird die Philosophie allgemein als die Reflexion gewisser Selbstverständlichkeiten betrachtet, 
können ausgehend von den vier kantischen Fragestellungen erkenntnistheoretische, ethische, religiöse und anthropologische Ansätze eine Rolle spielen. 
Ein bis auf René Descartes zurückgehender Komplex, der etliche philosophische Disziplinen berührt und gerade hier behandelt wird, ist das Leib-Seele-Problem. 

## Entwicklung
Die unterschiedlichen Ansätze einer Philosophie der Psychologie erklären sich als Reaktion darauf, dass innerhalb der Psychologie gewisse Selbstverständlichkeiten problematisiert wurden, die zu den Grundsätzen des psychologischen Handelns gehörten. Seitdem die Psychologie sich etabliert und institutionalisiert hatte, wurde die psychologische Wissensbildung immer wieder hinterfragt und so auch zum Gegenstand philosophischer Überlegungen. 
Ob die Psychologie etwa als objektiv erklärende Naturwissenschaft oder eher als eine dialogisch-verstehende und interpretierende Geistes- bzw. Kulturwissenschaft betrieben werden kann, sind Fragen, die hier thematisiert wurden.
Die zu einem Dualismus führende Unterscheidung zwischen „körperlichen“ Phänomenen auf der einen und „geistigen“, „mentalen“ auf der anderen Seite führte im Wissenschaftsbereich bald zu einem „ontologischen Dualismus“. Der Zusammenhang zwischen körperlicher bzw. leiblicher Sphäre und dem „Geistigem“ führte im Laufe der Zeit zu unterschiedlichen Erklärungsmodellen. Als Lösungsversuche sind der Psychophysische Parallelismus und der Epiphänomenalismus auf der einen und Varianten eines Materialismus – wozu etwa der Behaviorismus zählt – auf der anderen Seite zu nennen.
Der begriffsanalytische Ansatz innerhalb der Philosophie des Geistes, der etwa auf Ludwig Wittgenstein zurückgeht und das Leib-Seele Problem als ein Scheinproblem zu entlarven sucht, ist ebenfalls zu nennen.
So befasste sich Wittgenstein in seinen kritisch-diagnostischen Untersuchungen zur Philosophie der Psychologie mit dem Begriff der Vorstellung. Dabei griff er das Modell an, beim Vorstellen handele es sich um ein inneres Geschehen, bei dem in der Innenwelt private Objekte „wahrgenommen“ würden. Um zu verstehen, was Vorstellungen sind, sei es vielmehr notwendig, die Regeln des Sprachspiels mit dem Wort „vorstellen“ zu untersuchen. Man solle nicht fragen, was Vorstellungen sind oder was geschieht, wenn man sich etwas vorstellt, sondern wie das Wort „Vorstellung“ gebraucht werde.